# Eucinostomus
Genre
Eucinostomus est un genre de poissons de la famille des Gerreidae qui se rencontrent dans tous les milieux depuis l'eau douce jusqu'à l'eau de mer.

## Liste des espèces
Selon World Register of Marine Species (12 janvier 2025) :
- Eucinostomus argenteus Baird & Girard, 1855
- Eucinostomus currani Zahuranec, 1980
- Eucinostomus dowii (Gill, 1863)
- Eucinostomus entomelas Zahuranec, 1980
- Eucinostomus gracilis (Gill, 1862)
- Eucinostomus gula (Quoy & Gaimard, 1824)
- Eucinostomus harengulus Goode & Bean, 1879
- Eucinostomus havana (Nichols, 1912)
- Eucinostomus jonesii (Günther, 1879)
- Eucinostomus melanopterus (Bleeker, 1863)

## Systématique
Le nom valide complet (avec auteur) de ce taxon est Eucinostomus Baird & Girard, 1855.
Eucinostomus a pour synonymes :
- Eucinostomis
- Eucynostomus

### Étymologie
Le nom générique, Eucinostomus, dérive de la combinaison en grec ancien de εὖ (eú), « bien », κινέω (kinéô), « bouger, mouvement » et στόμα (stóma), « bouche », et fait référence à gueule très protractile de l'espèce Eucinostomus argenteus.

### Publication originale
- (en) S. F. Baird, « Report on the fishes observed on the coasts of New Jersey and Long Island during the summer of 1854 », Smithsonian Institution Annual Report, vol. 9,‎ 1855, p. 317-352.